# ジョルジニオ・ワイナルドゥム
ジョルジニオ・グレギオン・エミール・ワイナルドゥム（Georginio Gregion Emile Wijnaldum, 1990年11月11日 - ）は、オランダ・ロッテルダム出身のサッカー選手。ポジションはMF。アル・イテファク所属。オランダ代表。

## 幼少期
ロッテルダムに生まれ育ったが、6歳の時に両親が離婚し、母親はアムステルダムに引っ越した。しかしジョルジニオはロッテルダムの祖母の家に引き取られ、そのままロッテルダム・ヴェストで少年時代を過ごした。幼少時代はサッカーに興味を示さず、もっぱらテレビを見て過ごし、体操選手や曲芸師に憧れた。甥とともにスパルタ・ロッテルダムの試合を見に行った際にサッカーに興味を持ち、スパルタ・ロッテルダムの下部組織に入団した。

## クラブ経歴

### 初期の経歴
スパルタ・ロッテルダムの下部組織で2度の全国優勝を果たしたことから、アヤックス・アムステルダムやPSVアイントホーフェンやフェイエノールトに興味を示されたが、「僕はテレビでサッカーの試合を見ないから、スパルタや他のトップクラブの選手なんて誰も知らない。オランダ代表で活躍してるような選手しか知らないから、強豪からの獲得オファーには興味がないんだ。僕はスパルタで満足してるしね」と語り、7シーズンもの間をスパルタの下部組織で過ごした。その後、フェイエノールトの下部組織に移り、レロイ・フェルやルイス・ペドロなど有望な若手が揃った学年に加わった。2007年1月、16歳になる数週間前にエルウィン・クーマン監督がトルコ合宿にワイナルドゥムを呼び寄せ、トップチームのメンバーと一緒に練習した。

### フェイエノールト
16歳148日だった2007年4月8日、FCフローニンゲン戦(0-4)で公式戦デビューした。フェイエノールトの最年少出場記録を更新し、この試合のマン・オブ・ザ・マッチに選ばれている。12月2日、ヘラクレス・アルメロ戦(6-0)でリーグ戦初得点を挙げた。2008年9月18日、UEFAカップ予選のカルマルFF戦ファーストレグ(0-1)に先発出場して欧州カップ戦デビューを果たした。10月2日、カルマルFFとの2ndレグ(2-1)で欧州カップ戦初得点を決め、アウェーゴール差でのUEFAカップ・グループリーグ出場に貢献した。2009年3月6日、クラブと2012年夏までの新契約を結んだ。2009年7月10日にはオランダのテレグラフ紙によってAZアルクマール移籍の可能性が伝えられたが、マリオ・ベーン監督はその日のうちに報道を否定し、ワイナルドゥムが売りに出されている選手ではないことを強調した。
右サイドでのプレーが続いていたが、5年目となる2010-11シーズン半ばに念願のトップ下でのチャンスを得ると、このシーズンでそれまでのキャリアで最多となる14ゴールを記録。2011年2月27日のFCフローニンゲン戦ではひとりで4得点を挙げた。4月24日のPSVとのホームゲームでは2得点を決めて相手チームの優勝の望みを打ち砕き、シーズン前半アウェーでの10-0の歴史的大敗の雪辱を果たした。

### PSVアイントホーフェン
2011年6月29日、PSVアイントホーフェンへ移籍金500万ユーロで移籍。当初中盤のケヴィン・ストロートマンとオラ・トイヴォネンの間のフリーマンとしてプレーしていたが、ザカリア・ラビアドの台頭によりポジションを奪われ、再び右サイド起用かベンチかのどちらかが続いた。2012-13シーズンは33試合で14ゴールを決める活躍をし、翌2013-14シーズンにはキャプテンとなったが、怪我の影響で11試合の出場に留まった。そしてPSVアイントホーフェン在籍最後の年となった2014-15シーズンは再び14ゴールを決める活躍を見せ復活を遂げた。

### ニューカッスル・ユナイテッド
2015年7月、プレミアリーグのニューカッスル・ユナイテッドへ移籍。契約は5年。移籍金は明らかになっていないが、クラブによるとマイケル・オーウェン、アラン・シアラーに次ぐクラブ史上3番目の移籍金という。8月9日のサウサンプトン戦でデビュー、すぐにヘディングでゴールを決めた。9月26日のチェルシー戦ではプレミアリーグ2点目となるゴールを決め、12月のマンチェスター・ユナイテッド戦でも得点、シーズン最終戦のトッテナム・ホットスパー戦では2ゴールを挙げるなど、リーグ戦11ゴールを記録する活躍を見せたが、チームは2部へ降格が決まった。

### リヴァプールFC

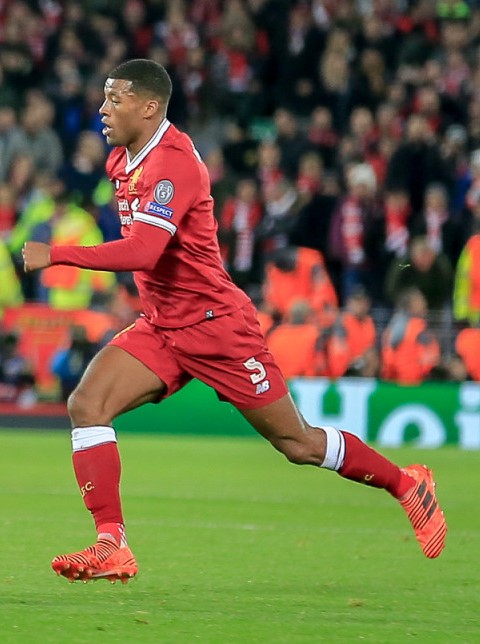
リヴァプールでのワイナルドゥム（2017年）

2016年7月22日、5年契約でのリヴァプールFCへの移籍が発表された。同年8月16日のワトフォードFC戦にてリヴァプールでの初ゴールを挙げ、同年12月31日のマンチェスター・シティFC戦ではチームを勝利に導くその試合唯一のゴールを決めた。シーズン最終節のミドルズブラFC戦では先制点を決め、チームのチャンピオンズリーグ出場権獲得に貢献。また、リーグ6位、チーム最多のシーズン9アシストを記録した。 怪我人が多くでるシーズンを送ったリヴァプールにおいて、数少ないフルシーズンをプレイした選手の1人でもあった。
アレックス・オックスレイド＝チェンバレンとジェイムズ・ミルナーに中盤のポジションを奪われ、ベンチスタートが増えていたが、2017-18チャンピオンズリーグ準決勝のASローマ戦1stレグではチェンバレンの負傷により途中出場、2ndレグでは先発出場し、チームの2点目をヘディングで決め、結果的にこのゴールでローマに対し2戦合計7-6、リヴァプールの決勝進出の立役者となった。
2018-19シーズン、2019年5月7日、UEFAチャンピオンズリーグ準決勝2ndレグのFCバルセロナ戦において、負傷したアンドリュー・ロバートソンとの交代で後半から出場すると、2ゴールを決める活躍でチームを2年連続となる決勝進出へと導き、決勝のトッテナム戦では先発出場、やや動きに精彩を欠き途中交代となるも、チームは2-0と勝利した。
2019-20シーズン、エヴァートンFCとのマージーサイド・ダービーでゴールを決め、5-2での勝利に貢献した。シーズンを通じて高いレベルのプレーで、30年振りとなるリーグ優勝に貢献した。2020-21シーズンのリーグ戦開始を前に、FCバルセロナを新たに率いるロナルド・クーマン監督が獲得を希望し、バルセロナへの移籍が報じられたが、残留した。しかし、シーズン中に行われていた契約交渉が不調に終わり、シーズン終了後にリヴァプールを退団することが報じられた。

### パリ・サンジェルマンFC
2021年6月10日、パリ・サンジェルマンFCへの移籍が決定。契約は2024年までの3年間。しかしシーズンを通じてレギュラーの座を確保出来ず、代表チームからも落選した。

#### ASローマ
2022年8月5日、ASローマにレンタル移籍した。加入から僅か20日足らずで右足脛骨骨折し、約5か月間の離脱を強いられたが第22節レッチェ戦の最終盤に実戦復帰した。

### アル・イテファク
2023年9月2日、ワイナルドゥムはサウジ・プロリーグのクラブ、アル・イテファクと3年間の契約を結んだ。 その際、彼はリバプール時代の元チームメイトであるジョーダン・ヘンダーソンと再会した。

## 代表経歴
2007年にベルギーで開催されたUEFA U-17欧州選手権にはU-17オランダ代表の中心選手のひとりとして臨んだが、グループリーグではU-17イングランド代表とU-17ベルギー代表に次ぐ3位に終わり、決勝トーナメントに進めなかった。大会後すぐにU-19オランダ代表に招集され、個人的には能力を見せつけたものの、2008年と2009年のUEFA U-19欧州選手権はいずれも予選敗退に終わっている。2008年11月12日にはヨハン・ニースケンス監督によってオランダB代表に招集されたが、負傷のために招集を辞退せざるを得なかった。
2009年8月のU-21イングランド代表戦のためにU-21オランダ代表に初招集されたが、その際は招集を辞退し、9月4日のUEFA U-21欧州選手権予選のU-21フィンランド戦(2-0)でU-21オランダ代表デビューを飾った。
2011年9月2日のEURO2012予選サンマリノ戦の9-0でリードした86分に途中出場し、代表デビュー。90分に代表初得点となるオランダの11得点目を挙げ、ゴールラッシュを締めくくった。だがEURO2012本大会には出場できなかった。
2014 FIFAワールドカップのオランダ代表に選ばれ、ブラジルとの3位決定戦に出場しゴールを決めるなど、オランダの大会3位に貢献した。
EURO2020予選では2019年11月19日のエストニア戦でハットトリックを決めるなど、予選中8ゴールを決め、オランダの本大会出場に貢献した。2021年、ユーロ2020、グループリーグ初戦のウクライナ戦で先制ゴールを決めて勝利に貢献、第3戦の北マケドニア戦でも2ゴールを挙げた。

## エピソード
- ファーストネームのジョルジニオは、元ブラジル代表DFのジョルジーニョが由来である[45]。
- ユース時代はジョルジニオ・ボアテングという名前だったが、両親の離婚により母親の名字であるワイナルドゥムを名乗った[46]。
- 2011-12シーズンに行われたVVVフェンローとのアウェーゲームでユニフォームの綴りが"WIJNALDEM"と間違っていたのがメディアで取り上げられ話題になった。本人は全く気付かず「着る時は背番号しか見ないし、冗談だと思った」と話している[47]。
- 実弟のジリアーノ・ワイナルドゥムは2011年にAZでデビューした。
- 2018年現在ハダースフィールド・タウンFCでプレーするラジーヴ・ファン・ラ・パラは異母兄弟。
- 元オランダ代表MFロイストン・ドレンテのいとこである[48]。

## 個人成績

### クラブでの成績
2023年9月7日現在。
| クラブ                | シーズン | リーグ         | リーグ戦 | リーグ戦 | カップ戦 | カップ戦 | 国際大会 | 国際大会 | その他 | その他 | 合計 | 合計 |
| クラブ                | シーズン | リーグ         | 出場     | 得点     | 出場     | 得点     | 出場     | 得点     | 出場   | 得点   | 出場 | 得点 |
| --------------------- | -------- | -------------- | -------- | -------- | -------- | -------- | -------- | -------- | ------ | ------ | ---- | ---- |
| フェイエノールト      | 2006–07  | エールディビジ | 3        | 0        | 0        | 0        | 0        | 0        | 0      | 0      | 3    | 0    |
| フェイエノールト      | 2007–08  | エールディビジ | 10       | 1        | 2        | 0        | 0        | 0        | 0      | 0      | 12   | 1    |
| フェイエノールト      | 2008–09  | エールディビジ | 33       | 4        | 3        | 0        | 6        | 1        | 3      | 0      | 45   | 5    |
| フェイエノールト      | 2009–10  | エールディビジ | 31       | 4        | 7        | 1        | -        | -        | 0      | 0      | 38   | 5    |
| フェイエノールト      | 2010–11  | エールディビジ | 34       | 14       | 1        | 0        | 2        | 0        | 0      | 0      | 37   | 14   |
| フェイエノールト      | 通算     | 通算           | 111      | 23       | 13       | 1        | 8        | 1        | 3      | 0      | 135  | 25   |
| PSVアイントホーフェン | 2011–12  | エールディビジ | 32       | 8        | 6        | 2        | 12       | 4        | 0      | 0      | 50   | 14   |
| PSVアイントホーフェン | 2012–13  | エールディビジ | 33       | 14       | 6        | 1        | 5        | 4        | 1      | 1      | 45   | 20   |
| PSVアイントホーフェン | 2013–14  | エールディビジ | 11       | 4        | 0        | 0        | 4        | 0        | 0      | 0      | 15   | 4    |
| PSVアイントホーフェン | 2014–15  | エールディビジ | 33       | 14       | 3        | 2        | 8        | 2        | 0      | 0      | 44   | 18   |
| PSVアイントホーフェン | 通算     | 通算           | 109      | 40       | 15       | 5        | 29       | 10       | 1      | 1      | 154  | 56   |
| ニューカッスル        | 2015–16  | プレミアリーグ | 38       | 11       | 1        | 0        | -        | -        | 1      | 0      | 40   | 11   |
| ニューカッスル        | 通算     | 通算           | 38       | 11       | 1        | 0        | -        | -        | 1      | 0      | 40   | 11   |
| リヴァプール          | 2016–17  | プレミアリーグ | 36       | 6        | 1        | 0        | -        | -        | 5      | 0      | 42   | 6    |
| リヴァプール          | 2017–18  | プレミアリーグ | 33       | 1        | 2        | 0        | 14       | 1        | 1      | 0      | 50   | 2    |
| リヴァプール          | 2018–19  | プレミアリーグ | 35       | 3        | 0        | 0        | 12       | 2        | 0      | 0      | 47   | 5    |
| リヴァプール          | 2019–20  | プレミアリーグ | 37       | 4        | 0        | 0        | 8        | 2        | 2      | 0      | 47   | 6    |
| リヴァプール          | 2020–21  | プレミアリーグ | 38       | 2        | 2        | 1        | 9        | 0        | 2      | 0      | 51   | 3    |
| リヴァプール          | 通算     | 通算           | 179      | 16       | 5        | 1        | 43       | 5        | 10     | 0      | 237  | 22   |
| PSG                   | 2021-22  | リーグ・アン   | 31       | 1        | 1        | 0        | 5        | 2        | 3      | 0      | 40   | 3    |
| PSG                   | 通算     | 通算           | 31       | 1        | 1        | 0        | 5        | 2        | 3      | 0      | 40   | 3    |
| ローマ                | 2022-23  | セリエA        | 14       | 2        | 0        | 0        | 9        | 0        | 0      | 0      | 23   | 2    |
| ローマ                | 通算     | 通算           | 14       | 2        | 0        | 0        | 9        | 0        | 0      | 0      | 23   | 2    |
| 総通算                | 総通算   | 総通算         | 482      | 93       | 35       | 7        | 94       | 18       | 18     | 1      | 629  | 119  |

## 代表歴

### 出場大会
- オランダ代表
  - 2014 FIFAワールドカップ

### 試合数
- 国際Aマッチ 90試合 27得点（2011年-）[49]

| オランダ代表 | 国際Aマッチ | 国際Aマッチ |
| 年           | 出場        | 得点        |
| ------------ | ----------- | ----------- |
| 2011         | 2           | 1           |
| 2013         | 1           | 0           |
| 2014         | 13          | 1           |
| 2015         | 9           | 2           |
| 2016         | 11          | 3           |
| 2017         | 9           | 1           |
| 2018         | 8           | 2           |
| 2019         | 9           | 8           |
| 2020         | 8           | 2           |
| 2021         | 15          | 5           |
| 2022         | 1           | 0           |
| 2023         | 4           | 1           |
| 2024         |             |             |
| 通算         | 90          | 27          |

### 得点
| #   | 開催年月日     | 開催地                                           | 対戦国                   | スコア | 結果 | 試合概要                                |
| --- | -------------- | ------------------------------------------------ | ------------------------ | ------ | ---- | --------------------------------------- |
| 1.  | 2011年9月2日   | アイントホーフェン、フィリップス・スタディオン   | サンマリノ               | 11-0   | 11-0 | UEFA EURO 2012予選                      |
| 2.  | 2014年7月12日  | ブラジリア、ナシオナル                           | ブラジル                 | 0-3    | 0-3  | 2014 FIFAワールドカップ3位決定戦        |
| 3.  | 2015年6月12日  | リガ、スコント・スタディオン                     | ラトビア                 | 0-1    | 0-2  | UEFA EURO 2016予選                      |
| 4.  | 2015年10月10日 | アスタナ、アスタナ・アリーナ                     | カザフスタン             | 0-1    | 1-2  | UEFA EURO 2016予選                      |
| 5.  | 2016年6月1日   | グダニスク、PGEアリーナ・グダニスク              | ポーランド               | 1-2    | 1-2  | 親善試合                                |
| 6.  | 2016年6月4日   | ウィーン、エルンスト・ハッペル・シュターディオン | オーストリア             | 0-2    | 0-2  | 親善試合                                |
| 7.  | 2016年9月1日   | アイントホーフェン、フィリップス・スタディオン   | ギリシャ                 | 1-0    | 1-2  | 親善試合                                |
| 8.  | 2017年6月9日   | ロッテルダム、デ・カイプ                         | ルクセンブルク           | 3-0    | 5-0  | 2018 FIFAワールドカップ予選             |
| 9.  | 2018年10月13日 | アムステルダム、ヨハン・クライフ・アレナ         | ドイツ                   | 3-0    | 3-0  | UEFAネーションズリーグ2018-19           |
| 10. | 2018年11月16日 | ロッテルダム、フェイエノールト・スタディオン     | フランス                 | 1-0    | 2-0  | UEFAネーションズリーグ2018-19           |
| 11. | 2019年3月21日  | ロッテルダム、フェイエノールト・スタディオン     | ベラルーシ               | 2-0    | 4-0  | UEFA EURO 2020予選                      |
| 12. | 2019年9月8日   | ハンブルク、フォルクスパルクシュタディオン       | オランダ                 | 2–4    | 2–4  | UEFA EURO 2020予選                      |
| 13. | 2019年10月14日 | ミンスク、ディナモ・スタジアム                   | ベラルーシ               | 0–1    | 1–2  | UEFA EURO 2020予選                      |
| 14. | 2019年10月14日 | ミンスク、ディナモ・スタジアム                   | ベラルーシ               | 1–2    | 1–2  | UEFA EURO 2020予選                      |
| 15. | 2019年11月20日 | アムステルダム、ヨハン・クライフ・アレナ         | エストニア               | 1–0    | 5–0  | UEFA EURO 2020予選                      |
| 16. | 2019年11月20日 | アムステルダム、ヨハン・クライフ・アレナ         | エストニア               | 3–0    | 5–0  | UEFA EURO 2020予選                      |
| 17. | 2019年11月20日 | アムステルダム、ヨハン・クライフ・アレナ         | エストニア               | 4–0    | 5–0  | UEFA EURO 2020予選                      |
| 18. | 2020年11月16日 | アムステルダム、ヨハン・クライフ・アレナ         | ボスニア・ヘルツェゴビナ | 1–0    | 3–1  | UEFAネーションズリーグ2020-21           |
| 19. | 2020年11月16日 | アムステルダム、ヨハン・クライフ・アレナ         | ボスニア・ヘルツェゴビナ | 2–0    | 3–1  | UEFAネーションズリーグ2020-21           |
| 20. | 2021年3月31日  | ジブラルタル、ヴィクトリア・スタジアム           | ジブラルタル             | 0–4    | 0–7  | 2022 FIFAワールドカップ・ヨーロッパ予選 |

## タイトル

### クラブ
フェイエノールト
- KNVBカップ : 2007-08

PSVアイントホーフェン
- KNVBカップ : 2011-12
- ヨハン・クライフ・シャール : 2012
- エールディヴィジ : 2014-15

リヴァプールFC
- UEFAチャンピオンズリーグ : 2018-19
- UEFAスーパーカップ：2019
- FIFAクラブワールドカップ：2019
- プレミアリーグ : 2019-20

### 個人
- ロッテルダム・タレント・オブ・イヤー: 2007 [50]